# Hrabstwo Person
Hrabstwo Person (ang. Person County) – hrabstwo w stanie Karolina Północna w Stanach Zjednoczonych.

## Geografia
Według spisu z 2000 roku obszar całkowity hrabstwa obejmuje powierzchnię 404 mil2 (1046,36 km²), z czego 392 mile2 (1015,28 km²) stanowią lądy, a 12 mil2 (31,08 km²) stanowią wody. Według szacunków United States Census Bureau w roku 2012 miało 39 268 mieszkańców. Jego siedzibą administracyjną jest Roxboro.

### Miasta
- Roxboro